# Mayor Andrew Broaddus

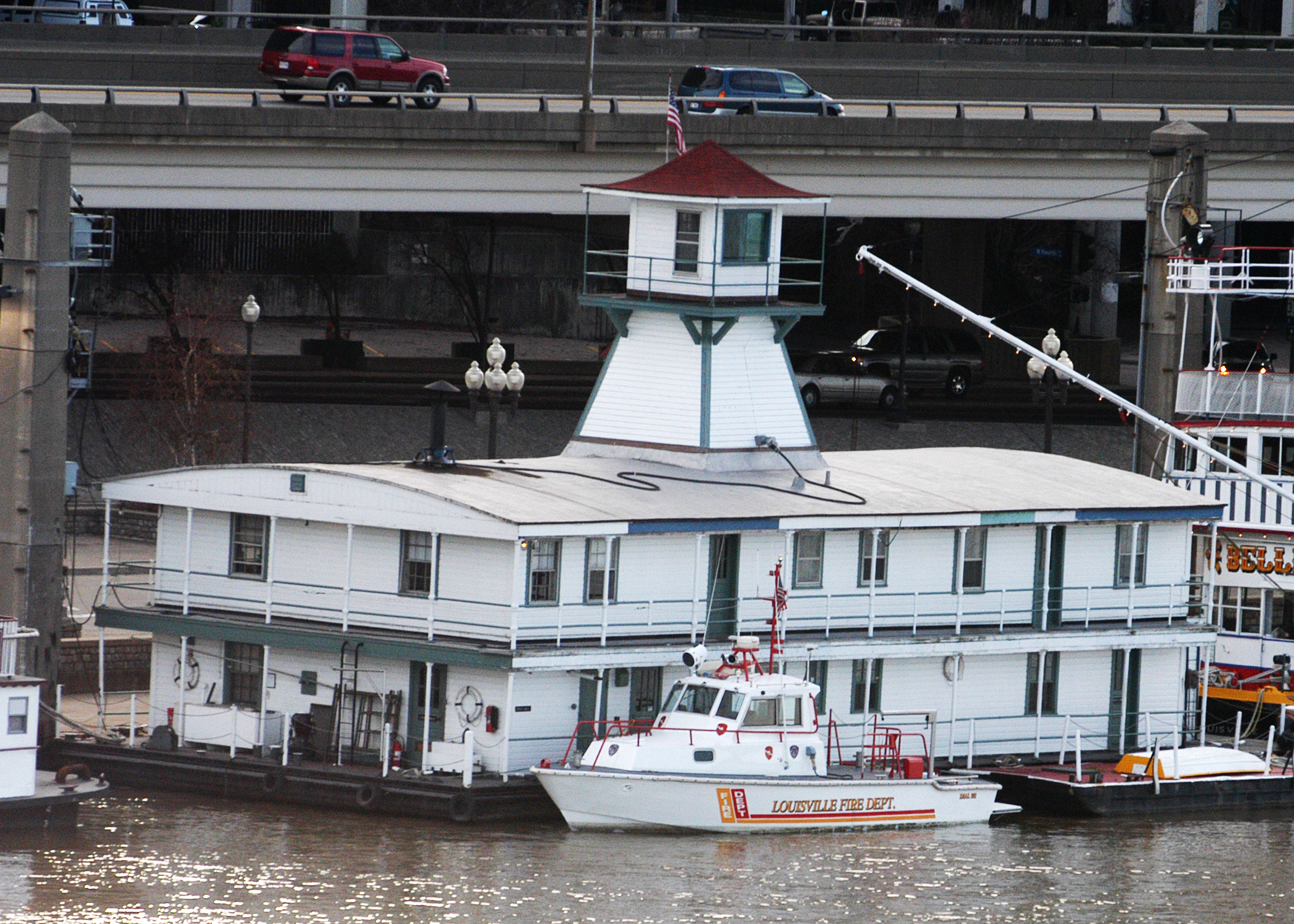
Le Mayor Andrew Broaddus

Le Mayor Andrew Broaddus est une ancienne station de sauvetage construite par l'United States Life-Saving Service et située à Louisville. La station est nommée en honneur d'un ancien mayeur de Louisville nommé Andrew Broaddus. La station flottante était utilisée pour protéger les voyageurs empruntant la rivière Ohio au niveau des chutes de la rivière en cas de problème dans les rapides. La station est en fait la seconde du genre et la première datait de 1881.
La première station resta en service jusque 1902 et la seconde fut construite en 1929. La station servait également à contrôler le trafic d'alcool le long des rives de la rivière lors de la prohibition. Les équipes auraient sauvé entre 1881 et 1972 environ 7000 vies.

## Histoire
Le Broaddus a été construit construit en 1929 à Dubuque. Il fait près de 30 mètres de long, possède deux ponts et possède une tour de surveillance d'environ 5 mètres de haut. Il s'agit de la dernière station du genre toujours existante aux États-Unis.
Situé à proximité du Belle of Louisville et servant de bureaux pour les services de celui-ci, il est également classé comme depuis 1989 National Historic Landmark. Au printemps 2007, il subit des dégâts à cause d’une collision avec un bateau mais il fut réparé la même année dans le chantier naval où il avait été construit. 